# Мали Мук (немачка бајка)
Прича о малом Муку (нем. Die Geschichte von dem kleinen Muck) је бајка коју је написао Вилхелм Хауф . Објављена је 1826. у збирци бајки и прича причу о аутсајдеру по имену Мали Мук.

## Оквирна прича
Бајка је уграђена у оквирну причу  под називом „Караван“: учесници каравана причају једни другима приче, јер не желе да се досађују. Један од учесника је млади трговац по имену Мулеј. Он прича причу о Малом Муку.

## Радња
Као дете, Мулеј је познавао малу особу по имену Мали Мук, која је такође живела у свом родном граду Никеји у Турској . Мали Мук је живео сам у кући из које је ретко излазио. Због његове деформисане фигуре и неприкладне одеће, Мулеј и његови пријатељи су га увек исмевали. Једног дана су били изузетно зли према њему. Након тога Мулејев отац му је задао 50 удараца својом лулом. После првих 25 удараца испричао му је следећу причу:
Муков отац Мукрах био је поштован, али сиромашан човек, који је живео усамљен као и његов син. Стидео се Мукове деформисане фигуре и зато му није дозволио никакво образовање. Када је Мукрах умро, његови рођаци су наследили све, јер им је дуговао много новца. Мук је добио само одело са широким панталонама, широким каишем, капутом, турбаном и ножем.
Његов отац је био висок и тако је Мали Мук одсекао ногавице и рукаве широких панталона не мењајући ширину. Након тога је напустио свој родни град да потражи срећу. Убрзо након тога, Мук је пронашао смештај и нови посао у другом граду: морао је да се брине о мачкама и псима мистериозне жене по имену госпођица Ахавзи.
Једног дана Мук је ушао у забрањену просторију у кући госпођице Ахавзи и случајно разбио скупу чинију. Узео је два предмета из ове собе и одлучио да побегне, пошто није добио плату и често је кажњаван без разлога. Ова два предмета имала су, како се испоставило, магичну моћ: са папучама, он је могао не само да хода брже од било које друге особе, већ и да лети на било које место које је желео. А штап му је показивао закопана блага.
Краљ је био импресиониран Муцковим магичним папучама и тако му је понудио место курира, због чега су остале слуге биле љубоморне на њега. Уз помоћ свог магичног штапа, Мук је једног дана открио заборављено благо у врту палате. Како је желео да стекне нове пријатеље, све злато које је пронашао поделио је другим људима. Међутим, оптужен је за крађу и послат у затвор.
У то време званична казна за крађу краљевске имовине била је смрт. Међутим, Мали Мук је могао да спасе свој живот ако краљу исприча више о магичној моћи папуча и штапа. Тада је краљ испробао папуче, али како Мук није показао краљу како да их заустави, овај је трчао и трчао док се није онесвестио. Краљ је био веома љут, запленио је магичне предмете и прогнао Мука. После осмочасовног марша, Мали Мук је коначно стигао до границе једне мале земље.
Игром случаја је у шуми открио две смокве. Уз помоћ смокви могао је да се освети: прва сорта смокава изазвала је раст огромних магарећих ушију и дугачког носа; једењем друге сорте смокава човек би се вратио у нормалу. Обучен као продавац, Мали Мук је прокријумчарио прву сорту смокви на краљев сто. Убрзо након тога он се обукао као учењак и понудио краљу другу сорту смокава као лек за његове и његове краљевске деформитете.
Након што је доказао ефикасност свог лека, Краљ је одвео Мука у ризницу, где би требало да одабере награду. Одмах је отео своје магичне предмете и открио свој идентитет. Уз помоћ својих магичних папуча Мали Мук је одлетео кући и оставио непоштеног краља са деформисаним лицем. Од тада је живео у свом родном граду у великом благостању, али усамљен јер је презирао друге људе.
„Мук је искуством постао мудар и зато заслужује дивљење уместо спрдње“, завршио је своју причу Мулејев отац и поштедео сина преостале половине удараца. Мулеј је испричао Мукову причу својим пријатељима, који су били веома импресионирани. Од данас па надаље одавали су почаст Муку и клањали му се кад год би га видели.

## Публикација
Прича је првобитно написана на немачком.  Прича је даље преведена на енглески и објављена као део Забаве арапских дана  (очигледна референца на Хиљаду и једну (арапску) ноћ ). Прича је такође укључена у многе компилације прича Вилхелма Хауфа,  понекад у оријенталном стилу. 

## Интерпретација
Отац покушава да објасни сину да је површно судити о људима само по изгледу. Мали Мук је и даље поштован човек, чак и са својим гротескним изгледом. Ипак, он остаје аутсајдер, што представља велику разлику у односу на друге бајковите фигуре са магичним предметима. Иако се бајка одвија на Оријенту, овде описани систем владавине треба схватити као критику земаља Немачке конфедерације: због своје мале величине, Мали Мук може да напусти земљу пешке у року од осам сати, не мора чак ни да користи своје магичне папуче. Слично војводи у „ Носу патуљака “, краљ је неспособан владар: након што су га преварили његови дворјани, он одузима магичне предмете и протерује Малог Мука из земље. Последично се овај други освети употребом смокава. Због хијерархије, Краљ их поједе већину, па бива још теже кажњен, јер Мали Мук одбија да му да лековиту сорту смокава. На основу ове приче, Мулеј и његови другови постају бољи људи. Тако је бајка и парабола о жељеном утицају књижевности.
Крађа магичних предмета од стране антагониста приче и њихово враћање помоћу чудног воћа изазива ефекат промене облика на оне који их једу веома је сличан циклусу <i id="mwOg">Фортунатус</i> и Аарне-Томпсон-Утер причи типа АТУ 566, „Три Магична предмета и чудесни плодови“. 

## Немачке филмске адаптације (избор)
- 1944: Мали Мук (режија: Франц Фидлер ; црно-бело; радња у Светом римском царству 18. века)
- 1953: Прича о Малом Муку (режија: Волфганг Штојдте )

## Остале филмске адаптације
- 1921: Мали Мук (режија Вилијам Прагер)
- 1938: Мали Мук (режија Олга Ходатаева, цртани филм, СССР)
- 1971: Мали Мук(режија Ото Антон Едер, ТВ филм, Аустрија)
- 1975: Курир Мук (режија Нејтан Лернер, цртани, СССР)
- 1983: Авантуре малог Мука (режија Елизавета Кимјагарова, ТВ филм, СССР, Таџикфилм)

## Даље читање
- Barth, Johannes (2009). „Von Fortunatus zum Kleinen Muck - Zur Quellenfrage des Hauffschen Märchens”. Fabula. 33: 66—76. doi:10.1515/fabl.1992.33.1-2.66.
- Blamires, David (2009). „The Fairytales of Wilhelm Hauff”. Telling Tales: The Impact of Germany on English Children's Books 1780-1918. Cambridge, United Kingdom: Open Book Publishers. стр. 181—204. ISBN 9781906924102. JSTOR j.ctt5vjt8c.14. doi:10.2307/j.ctt5vjt8c.14.
- Polaschegg, Andrea (2003). „Reviewed Works: Wilhelm Hauff. Aufsätze zu seinem poetischen Werk. Mit einer Bibliographie der Forschungsliteratur (Mannheimer Studien zur Literatur- u. Kulturwissenschaft, Bd. 28) by Ulrich Kittstein; Das Spiel mit dem Leser. Wilhelm Hauff: Werk und Wirkung by Stefan Neuhaus”. Zeitschrift für Germanistik. Neue Folge. 13: 703—705. JSTOR 23977330.